# 고쇼촌 (오사카부)
고쇼촌(일본어: 郷荘村)은 일본 오사카부 이즈미군·센보쿠군에 설치되었던 촌이다. 현재의 이즈미시에 해당한다.